# Eboue Kouassi
Jules Christ Eboue Kouassi (* 13. Dezember 1997 in Abidjan) ist ein ivorischer Fußballspieler, der bei União Leiria unter Vertrag steht.

## Karriere

### Verein
Eboue Kouassi spielte zunächst in der Republik Elfenbeinküste in der Ivoire Academie, bevor er im Jahr 2013 nach Armenien zum FC Schirak Gjumri wechselte. Für den Verein spielte er ein Jahr in der Jugend. Im Januar 2014 folgte ein Wechsel nach Russland zum FK Krasnodar. Nach zwei Jahren, die er in den Juniorenmannschaften verbracht hatte, gab Eboue im Mai 2016 sein Profidebüt für Krasnodar am letzten Spieltag der Premjer-Liga 2015/16 gegen Amkar Perm. In der darauf folgenden Saison absolvierte er bis zum Dezember 2016 neun Spiele in der russischen Liga und alle sechs Gruppenspiele in der Europa League. Im Januar 2017 wechselte er für eine Ablösesumme von drei Millionen Pfund zu Celtic Glasgow nach Schottland.
Im Januar 2020 wurde er an den belgischen Erstligisten KRC Genk verliehen. Ende Mai 2020 einigte sich Genk mit Glasgow über einen endgültigen Vereinswechsel. Eboue unterschrieb einen Vertrag bis zum Ende der Saison 2023/24. In der Saison 2020/21 bestritt er 18 von 40 möglichen Ligaspielen für Genk.
Ohne dass Kouassi in der Saison 2021/22 ein Spiel für Genk bestritten hatte, wurde er Ende August 2021 kurz vor Ende des Transferfenster an den Aufsteiger in oberste portugiesische Liga FC Arouca für den Rest der Saison mit anschließender Kaufoption ausgeliehen. Er bestritt 19 von 34 möglichen Ligaspielen für Arouca, in denen er ein Tor schoss, sowie ein Pokalspiel mit ebenfalls einem Tor. Ab Anfang März 2022 wurde er bis zum Saisonende wegen einer Verletzung nicht mehr eingesetzt.
In der Saison 2022/23 gehörte er wieder zum Kader von Genk. Er war dann in der U 23-Mannschaft, die in der Division 1B spielt, der „zulässige älterer“ Spieler und wurde bei 2 von 32 möglichen Spielen eingesetzt. Anfang Juli 2023 wechselte er zum FC Arouca zurück, wo er einen Vertrag mit einer Laufzeit von zwei Jahren unterschrieb. Im Februar 2025 folgte ein Wechsel zu União Leiria.

### Nationalmannschaft
Im November 2016 wurde Kouassi in den Kader der Elfenbeinküste für die Länderspiele gegen Marokko und Frankreich berufen. Kouassi kam unter dem Nationaltrainer Michel Dussuyer allerdings nicht zum Einsatz.
Anfang Juli 2021 wurde Kouassi in den Kader der ivorischen Olympiaauswahl für das Fußballturnier der aufgrund der COVID-19-Pandemie erst 2021 ausgetragenen Olympischen Sommerspiele 2020 berufen. Er bestritt die ersten zwei Gruppenspiele und das verlorene Viertelfinale.

## Erfolge und Auszeichnungen
- mit Celtic Glasgow:
  - Schottischer Meister: 2018
  - Schottischer Pokalsieger: 2018
- mit KRC Genk
  - Belgischer Pokalsieger: 2020/21 (ohne Einsatz)